# Ice Blade
Ice Blade (яп. 地雷震 Дзирайсин) — манга, созданная Цутому Такахаси. Издавалась в журнале Afternoon с 1992 по 1999 год. Позже было объявлено о продолжении, которое под названием Jiraishin diablo издается в good!afternoon и по сей день.
Манга получила премию Коданся на 23 вручении, как лучшая манга общей категории 1999 года.
История крутится вокруг полицейского Кёи Ииды и его коллег, которые расследуют дела в самом большом районе Токио — Синдзюку.

## Сюжет
Кёя Ида — детектив из полиции Синдзюку. Он известен своими необдуманными поступками и методами любой ценой решить проблему, что делает его не особо популярным среди офицеров выше по званию в Главном управлении полиции. Однако он отличается смелостью и сообразительностью, что помогает ему в решениях, когда традиционные методы уже бессильны.

## Список персонажей
Кёя Иида (яп. 飯田 響也 Иида Кё:я) — Главный герой манги. Пользуется пистолетом Глок 17. Говорит на английском и немецком языках. После самоубийства отца его мать исчезла и больше он её не видел. После смерти отца, стал холоден ко всем людям кроме избранных.
Цуёси Ямаки (яп. 八巻 剛志 Ямаки Цуёси) — Первый партнер Кёи. Кличка Хатимаки. После его смерти остались жена Юкари и сын, названный его именем.
Директор Нарита (яп. 成田) — Начальник Кёи.
Эрико Аидзава (яп. 相沢江理子 Аидзава Эрико) — Второй партнер Кёи. Её мужа убили сразу после свадебной церемонии. Говорит на японском, китайском, английском, испанском языках. у неё есть собака по кличке Пак.
Юкари Ямаки — Жена Хатимаки. После убийства мужа стала вдовой. Согласилась по просьбе Кёи назвать сына в честь Хатимаки.